# Cumberland (Rhode Island)
Cumberland – miasto w Stanach Zjednoczonych, w stanie Rhode Island, w hrabstwie Providence.

## Znane osoby związane z Cumberland
- Public Universal Friend (1752–1819), kaznodzieja
- Richard Jenkins, aktor